# Nina Frances Layard
Pour les articles homonymes, voir Layard.
Nina Frances Layard, née le 20 août 1853 à Stratford et morte le 12 août 1935 à Ipswich, est une poète, préhistorienne, archéologue et antiquaire britannique. 

## Biographie
Nina Layard est la fille du pasteur anglican Charles Clement Layard, chapelain des Trinity Green Almshouses, aumônerie située dans l'est de Londres, au moment de sa naissance, et de Sarah Layard. Sa famille a des origines huguenotes, elle-même est apparentée à Austen Henry Layard archéologue connu pour les fouilles de Nimroud et au naturaliste Edgar Leopold Layard. Elle fréquente une école privée à Willesden. Sa famille vit ensuite à Wembley et Harrow puis près de Bath, à Combe Hay dans le Somerset. Nina Layard s'installe à Ipswich vers 1890.

## Activités archéologiques
Elle présente la première communication féminine devant le Victoria Institute (en), participe aux travaux de la British Association de 1890 à 1895. Elle réalise des fouilles archéologiques en 1898, dans le monastère dominicain d'Ipswich et localise les murs de fondation des bâtiments médiévaux. Elle mène des fouilles de 1902 à 1905, sur le site préhistorique de Foxhall Road (Ipswich), fournissant ainsi des preuves importantes de l'occupation humaine du site avant la dernière période glaciaire, au cours du Paléolithique, ce qui assure sa notoriété d'archéologue. Il s'agit sans doute de sa contribution la plus importante aux disciplines de l'archéologie et de la préhistoire, et son analyse des outils en pierre a permis une meilleure compréhension du processus de fabrication de ces objets. Elle est élue membre du Anthropological Institute (1902) et à la Linnean Society (1906).
Elle fouille le site de Hadleigh Road (Ipswich) en 1906-1907, un cimetière anglo-saxon menacé par un projet d'extension de route. Son travail a documenté 159 tombes et leurs objets funéraires. Les objets récupérés ont été remis au musée d'Ipswich et son travail sur le site a été publié par la Society of Antiquaries of London, bien qu'elle-même n'ait pas pu présenter ses recherches devant la société qui n'admettait alors pas de femmes à ses réunions, malgré l'intervention de John Evans.

## Distinctions
Elle est l'une des quatre premières femmes admises comme fellow de la Society of Antiquaries of London en 1921, lorsque la société accepte que des femmes soient élues. Elle est membre de la Linnean Society (1906) et de la Prehistoric Society d'East Anglia dont elle est présidente en 1921.

## Publications
- « Palaeolithic implements in Ipswich», Nature, 66, 77, 1902
- « A recent discovery of Palaeolithic Implements in Ipswich », Journal of the Anthropological Institute, 33, 41-43, 1903
- « Further excavations on a Palaeolithic site in Ipswich », Journal of the Anthropological Institute, 34, 306-310, 1904
- « A winter's work on the Ipswich Palaeolithic site », Journal of the Anthropological Institute, 36, 233-236, 1906
- « Account of a Palaeolithic site in Ipswich », Proceedings and Communications of the Cambridge Antiquarian Society, 11, 493-502, 1906